# Pont George Dunbar
Le pont George Dunbar (anglais : George Dunbar Bridge ) est un pont routier et piétonnier de la ville d'Ottawa, en Ontario, Canada. Il fait passer l'avenue Bronson au-dessus de la rivière Rideau avant qu'elle ne croise le chemin Héron et devienne la promenade de l'Aéroport quelques centaines de mètres plus au sud.
Le pont Dunbar original a été ouvert à la circulation le 19 décembre 1955. Il a été démoli en décembre 1994. Le pont actuel a été reconstruit entre 1993 et 1996. La travée est, qui porte le côté de la route qui se dirige vers le nord, a été construite entre mai 1993 et décembre 1994, à côté du pont de 1955. La travée ouest, pour la circulation vers le sud, a été construite en 1995-1996 sur le site du pont démoli de 1955.
Le pont porte le nom de George Harrison Dunbar (en) (1876-1966), un membre éminent de l’Assemblée législative de l’Ontario qui a été député provincial d’Ottawa-Sud et ministre des Affaires municipales de l’Ontario de 1943 à 1955. Il a personnellement inauguré le pont après son achèvement.